# ألبرت ديريك (جامع الطوابع)
كان ألبرت جيمس ديريك (25 أغسطس 1862 - 23 ديسمبر 1931)، من هواة جمع الطوابع الأستراليين الذي وقع على قائمة هواة جمع الطوابع المتميزين في عام 1928.